# 静岡県道172号吉原田子浦港線
静岡県道172号吉原田子浦港線（しずおかけんどう172ごう よしわらたごのうらこうせん）は、静岡県富士市内を通る一般県道である。

## 概要

### 路線データ
- 起点：静岡県富士市吉原2丁目（静岡県道22号三島富士線・静岡県道171号吉原停車場吉原線交点）
- 終点：田子浦港（静岡県富士市前田:東海旅客鉄道東海道本線を越えた地点、跨線橋上）

## 沿革
- 1960年（昭和35年）4月1日 - 認定[1]

## 地理

### 通過する自治体
- 静岡県富士市

### 接続する道路
- 静岡県道22号三島富士線・静岡県道171号吉原停車場吉原線（起点：富士市吉原2丁目）
- 国道139号（東海道）（荒田島交差点 - 高嶺町交差点で重複）
- 静岡県道353号田子浦港富士インター線（潤い橋東交差点 - 田子浦港（終点）で重複）
- 富士市道（終点：富士市前田、田子浦港）

### 周辺
- 国道1号（富士由比バイパス）
- 岳南電車岳南線
  - 本吉原駅
  - 吉原本町駅
  - ジヤトコ前駅
- 一般財団法人恵愛会 聖隷富士病院
- 富士法務総合庁舎
  - 静岡地方法務局富士支局
  - 静岡地方検察庁富士支部・富士区検察庁
- 富士公共職業安定所
- 富士市立富士体育館
- 富士市立吉原小学校
- アステラスファーマテック（アステラス製薬生産部門子会社） 富士工場
- ジヤトコ 富士事業所 第1地区
- 日本製紙 富士工場（富士製造部）
- 王子特殊紙 FP事業本部 富士製造所
- 旭化成 富士支社
- 田子の浦港
- イオン富士南ショッピングセンター
  - マックスバリュ 富士南店
- マックスバリュエクスプレス 富士荒田島店